# Bad Romance
"Bad Romance" là một bài hát và đĩa đơn chính của ca sĩ người Mỹ Lady Gaga. Ca khúc được phát hành dưới dạng đĩa đơn đầu tiên trích từ đĩa mở rộng thứ ba của cô, The Fame Monster (2009), do chính cô và RedOne đồng sáng tác và sản xuất ca khúc. Về mặt ca từ, "Bad Romance" khám phá sức hút của Gaga đối với những người mà sự lãng mạn không bao giờ có kết quả, sở thích của cô với các mối quan hệ cô đơn và chứng hoang tưởng mà cô ấy đã trải qua khi đi lưu diễn. Sau một vụ rò rỉ bản demo bất hợp pháp, Gaga đã giới thiệu sản phẩm tại buổi trình diễn của Alexander McQueen tại Tuần lễ Thời trang Paris vào tháng 10 năm 2009, sau đó là việc phát hành ảnh bìa của đĩa đơn. Về mặc âm nhạc, "Bad Romance", một điệp khúc đầy cảm xúc và lời bài hát nói về tình yêu với người bạn thân nhất của một người. Bài hát thấm nhuần các yếu tố của nhạc sàn và techno kiểu Đức, cũng như âm nhạc những năm 1980 và 1990, được Gaga chào mời như một bản thu âm nhạc pop. Gaga hát một đoạn điệp khúc ("Tôi muốn tình yêu của anh và tôi muốn sự trả thù của anh") bằng tiếng Pháp.
"Bad Romance" đã gặt hái được rất nhiều thành công khi đạt vị trí quán quân tại bảng xếp hạng của các nước Liên hiệp Anh, Canada, Thụy Điển, Đức, Áo và Đan Mạch, đồng thời chiếm vị trí á quân tại các nước Mỹ, Úc và New Zealand. Theo Liên đoàn Công nghiệp ghi âm quốc tế, đĩa đơn đã tiêu thụ hơn 9,7 triệu bản trên toàn thế giới vào năm 2010, hơn 10 triệu bản tính đến hiện nay và trở thành một trong những đĩa đơn bán chạy nhất mọi thời đại. "Bad Romance" nhận được rất nhiều đánh giá tích cực từ các nhà phê bình, đa số so sánh với đĩa đơn trước, "Poker Face". Ca khúc đồng thời xếp hạng thứ 9 trong danh sách "25 bài hát hay nhất năm 2009" do tạp chí danh tiếng Rolling Stone bình chọn và nhận được giải Grammy ở hạng mục "Trình diễn giọng pop nữ xuất sắc nhất".
Video âm nhạc của "Bad Romance" được đạo diễn bởi Francis Lawrence, mô tả Lady Gaga trong nhà tắm, với nền màu trắng siêu thực. Ở đó, cô bị bắt cóc bởi một nhóm siêu mẫu để cho cô uống thuộc độc đến chết rồi bán cho tổ chức mafia tại Nga để làm nô lệ tình dục. Video kết thúc với cảnh cô giết chết người đàn ông đã mua cô. Video được các nhà phê bình đánh giá tích cực bởi xử lý hình ảnh, kĩ thuật công phu. "Bad Romance" được đề cử 10 giải video âm nhạc của MTV và chiến thắng tới 7 giải, bao gồm có cả hạng mục "Video của năm". Video cũng thắng một giải Grammy ở hạng mục "Đoạn video nhạc ngắn xuất sắc nhất". Bài hát được Lady Gaga biểu diễn trong chương trình Saturday Night Live cùng với 2 ca khúc "Poker Face" và "LoveGame" vào ngày 3 tháng 10 năm 2009  cũng như tại những lễ trao giải khác nhau như lễ trao giải Âm nhạc Mĩ năm 2009. Đến tháng 5 năm 2014, Bad Romance được chứng nhận kim cương của tổ chức "RIAA" và cô cũng là Nữ nghệ sĩ đầu tiên nhận được Digital Diamond Award.

## Bối cảnh và thực hiện
Gaga hợp tác với Nadir "RedOne" Khayat trong việc sáng tác "Bad Romance", còn Khayat đảm nhận toàn bộ công việc sản xuất. Bài hát được thu âm tại phòng thu Record Plant ở Los Angeles, California và phòng thu FC Walvisch Recording Media Studios ở Amsterdam, Hà Lan. "Bad Romance" là đĩa đơn đầu tiên trích từ The Fame Monster, đĩa mở rộng từ album đầu tay của cô, The Fame. Trước khi được phát hành chính thức, một phiên bản thử nghiệm của bài hát bị rò rỉ bất hợp pháp trên internet, vì thế Gaga đã bình luận trên trang Twitter của mình bằng những lời lẽ không làm cô hài lòng: "Đĩa đơn rò rỉ tiếp theo này làm nhức hết tai tôi. Hãy chờ cho đến khi bạn nghe phiên bản thật sự." Cô biểu diễn một phần ngắn của ca khúc trong chương trình Saturday Night Live vào ngày 3 tháng 10 năm 2009, cùng với "Poker Face" và "LoveGame". Phiên bản chính của "Bad Romance" chính thức được biểu diễn vào đêm cuối cùng tại tuần lễ thời trang xuân-hè của nhà thiết kế nổi tiếng Alexander McQueen năm 2010, sau đó bài hát được phát hành vào ngày 19 tháng 10 năm 2009. Gaga nói rằng "Bad Romance" là một trong những ca khúc cô ấy viết vào năm 2008 trong chuyến lưu diễn. Ca khúc được sáng tác trong thời gian những con "quái vật" mà cô bị ám ảnh trong suốt thời gian lưu diễn. Trong số đó có cả "quái vật tình yêu" (love monster) và nó là cảm hứng cho "Bad Romance". Gaga giải thích rằng cô thường cảm thấy cô đơn khi có những mối quan hệ với ai đó, và cô cho rằng bị quyến rũ bởi những người đàn ông lãng mạn nhưng kết cục thì chẳng đến đâu. Do đó "Bad Romance" là bài hát cho thấy cô ấy thích có sự cô đơn trong chính những mối quan hệ hay chỉ là sự lựa chọn sai lầm trong tình yêu. Trong cuộc phỏng vấn với tạp chí Grazia, Gaga kể chi tiết hơn về cảm hứng của mình,

"Tôi viết ca khúc ["Bad Romance"] khi đi lưu diễn tại Na Uy, lúc đó tôi đang ở trên một chuyến xe buýt. Tôi đã ở Nga, sau đó là Đức và dành nhiều thời gian hơn ở Đông Âu. Thể nhạc house-techno của Đức thật tuyệt vời, vì thế tôi muốn làm thử một bản thu âm pop. Tôi muốn rời khỏi những năm 80 một chút, vì thế đoạn điệp khúc là giai điệu của thập niên 90, và đó làm nên cảm hứng cho ca khúc. Chắc chắn có một chút rượu khi tôi viết bản thu âm này. Bài hát nói về tình yêu với người bạn thân nhất của mình."

Bìa đĩa nhạc được phát hành vào ngày 15 tháng 10 năm 2009 với hình ảnh Gaga trong một chiếc váy đỏ, gương mặt cúi xuống và bị một mảnh vải đỏ che khuất. Bill Lamb từ trang web About.com khen ngợi bìa đĩa và nói: "Gaga luôn duy trì hình ảnh độc đáo và ẩn chứa đầy sức mạnh của mình để trợ giúp cho âm nhạc và sự xuất hiện trên sân khấu của cô ấy."

## Sáng tác
"Bad Romance" được sáng tác bởi Lady Gaga và RedOne sáng tác, đồng thời là người sản xuất nên ca khúc. Ca khúc là một bài hát thể loại dance-pop với những ảnh hưởng từ nhạc house, New Wave và techno. Bài hát được thu âm trong phòng thu Record Plant Studios tại Los Angeles và FC Walvisch Recording Media Studios tại Amsterdam. Theo Gil Kauffman từ MTV, "Bad Romance" có tốc độ nhạc tương tự với đĩa đơn trước đó của Gaga là "Poker Face". Bài hát mở đầu với một đoạn nhỏ của phần điệp khúc, sau đó Gaga hát chuyển đến đoạn hook "Rah-rah-ah-ah-ah, Roma-roma-mah, Gaga-ooh-la-la". Ca khúc có nhiều nhịp trống và tiếng bàn phím. Tiếp đến nữa sẽ đến đoạn giang tấu, Gaga hát câu "You know that I want you, And you know that I need you, I want your bad, your bad romance". Điệp khúc đầy đủ của Bad Romance là "I want your love, And I want your revenge, You and me could write a bad romance [...] Caught in a bad romance". Trong khúc giang tấu trên, thay vì hát tiếng Anh, Gaga đã thay thế lời ca khúc bằng tiếng Pháp: "Je veux ton amour, Et je veux ta revanche, Je veux ton amour".
Trên trang web About.com, Bill Lamb viết rằng bài hát rất phù hợp để phát trên một buổi trình diễn thời trang trên sàn catwalk. Sal Cinquemani của tạp chí Slant Magazine nói rằng ca khúc bao gồm những tiếng synth của thể loại nhạc New Wave và đoạn hook liên tục không dứt. Simon Price từ The Independent cảm thấy rằng đoạn điệp khúc lại chịu ảnh hưởng chất nhạc của Boney M trong khi Kitty Price của The Guardian viết rằng "Bad Romance" hồi tưởng đến âm nhạc của Depeche Mode vào năm 1986 với album Black Celebration.. Theo bản nhạc xuất bản tại Musicnotes.com bởi "Sony/ATV Music Publishing", bài hát có nhịp điệu vừa phải với tốc độ khoảng 119 nhịp một phút. Ca khúc được viết với giọng A thứ, giọng của Lady Gaga kéo dài trong quãng từ nốt thấp E3 đến nốt cao A5. Hợp âm của Bad Romance theo thứ tự là Am–C–F–C–G trong các đoạn hát và F–G–Am–C–F–G–E–Am ở phần điệp khúc.
Lời bài hát đề cập đến một mối quan hệ buồn nhưng vẫn nói một chút đến thời trang trong câu "Walk, walk fashion baby, Work it move that bitch crazy." Trong một cuộc phỏng vấn, Gaga nói rằng cô đã thêm tựa đề trong những bộ phim của Alfred Hitchcock vào đoạn hát: "I want your psycho, your vertigo stick, Want you in my rear window, Baby when you're sick". Cô cho biết thêm: "Những gì tôi cố gắng truyền tải đến người hâm mộ chính là tôi muốn những điều sâu thẳm nhất, đen tối nhất và bệnh hoạn nhất trong con người các bạn mà chính các bạn sợ phải chia sẻ với bất cứ ai bởi vì tôi yêu các bạn rất nhiều."

## Nhận xét và phê bình

Lady Gaga trình diễn ca khúc "Bad Romance" trong chương trình The Today Show

"Bad Romance" đều nhận được hầu hết những nhận xét tích cực từ phía các nhà phê bình. Bill Lamb ở trang web About.com đưa bài hát vào danh sách những ca khúc hay nhất của album The Fame Monster và nhận xét rằng "Lady Gaga hát hay nhất từ trước cho đến nay, khi cô ấy đi từ những đe dọa giận dữ tới những điều ngọt ngào bay bổng rồi quay trở lại. [...] Nếu bạn lo sợ rằng Gaga sẽ có một album chỉ nổi tiếng nhất thời, thì không gian tràn đầy những nhịp phách và giai điệu của Bad Romance sẽ giúp xua đi những ý nghĩ đó." Gil Kaufman từ MTV miêu tả "phần beat nghe rất bé được giữ nguyên cho hầu hết bài hát, và được tăng lên thành những tiếng đập ngây ngất mang phong cách Erasure trong đoạn điệp khúc, nhưng thiếu một chút lôi cuốn ngay từ đầu để trở thành hit hay nhất của Gaga cho đến ngày hôm nay.". Các nhà phê bình khác cũng tìm thấy sự ảnh hưởng của Bad Romance từ nền âm nhạc thập niên 80. Sal Cinquemani từ tạp chí Slant Magazine mô tả bài hát là một trong những điểm nổi bật của album. Kitty Empire của tờ báo The Guardian viết rằng những đĩa đơn như "Bad Romance" khiến Lady Gaga thuyết phục hơn để trở thành một "Madonna mới".
Đề cập đến một ngôi sao đang lên như Lady Gaga, Jon Dolan từ tạp chí Rolling Stone nói rằng "Bad Romance" khiến cái tên của Gaga như là một "khúc ca Teutons". Christopher John Farley từ The Wall Street Journal khen ngợi sự dễ nghe rất "Jabberwockian" của đoạn hook "Bad Romance"  và Michael Hubbard từ MusicOMH cảm thấy rằng đoạn điệp khúc mới là phần hay nhất trong ca khúc của Gaga. Pitchfork Media xếp "Bad Romance" tại vị trí thứ 39 trong tốp 100 ca khúc của năm 2009 và nói rằng bài hát "vĩ đại về cấu trúc". Bản chất tối và trầm trong nhạc nền được Simon Price của tờ The Independent chú ý đến, anh nói rằng câu đầu tiên của ca khúc "I want your ugly, I want your disease" đã biểu lộ rõ đặc trưng gô-tích của album The Fame Monster. Tương tự, Edna Gundersen của USA Today nhận xét rằng "Bad Romance" tổng hợp nhiều sức mạnh, một cú đấm dữ dội vào vùng nhạy cảm tối tăm ở các câu lạc bộ." Ủy ban Y tế Công cộng Boston xếp "Bad Romance" ở vị trí thứ 10 trong danh sách "10 bài hát mang thành phần về mối quan hệ không lành mạnh".
Mikale Wood của Los Angeles Times gọi bài hát là một bài hát "Euro-soul". Tuy nhiên trên BBC, Paul Lester lại nói rằng đĩa đơn thuộc hạng "rẻ tiền". Monica Herrera từ tạp chí Billboard nhận xét thêm: "Bad Romance không dễ nghe như các ca khúc trước của Gaga, nhưng vẫn mang tính ám chỉ tình dục xuất sắc. Jon Blistein của L Magazine viết về cấu tạo của bài hát. Anh cảm thấy rằng Bad Romance say sưa với những cơn ác mộng, cố gắng tạo ra sự tương đồng với Hitchcock và một giọng hát ảm đạm" nhưng ca khúc lại thiếu sự liên kết. Blistein gọi bài hát là một sự trộn lẫn giữa những đĩa đơn của Cher, các đoạn hát mang tính chất giả nhạc châu Âu, điệp khúc disco mạnh mẽ và đoạn giang tấu nói chữ nhẹ nhàng. Daniel Kreps từ Rolling Stone, trong khi viết về phiên bản rò rỉ ban đầu của ca khúc, anh cảm thấy rằng Bad Romance có thể so sánh với "Poker Face" và không liên quan với bất kỳ bài hát nào khác của cô ấy. Rolling Stone cũng xếp Bad Romance vào vị trí số 9 trong danh sách "25 bài hát xuất sắc nhất năm 2009". Đến ngày 13 tháng 2 năm 2011, đĩa đơn này đã đoạt giải Grammy cho Trình diễn giọng pop nữ xuất sắc nhất.

## Diễn biến trên bảng xếp hạng

Lady Gaga trong một cảnh quay của video "Bad Romance", cô sử dụng kính áp tròng để làm cho cặp mắt to hơn, nhưng lại vấp phải sự phản đối của các nhà khoa học vì loại kính này có thể gây tổn thương cho mắt.

"Bad Romance" đứng vị trí thứ 9 trên bảng xếp hạng Billboard Hot 100 vào ngày 14 tháng 11 năm 2009 và bán được 142.000 bản tải kỹ thuật số chỉ trong tuần đầu tiên. Sau hai tuần dao động trên bảng xếp hạng, bài hát giành vị trí á quân ở Hoa Kỳ. Doanh số của ca khúc tăng lên 49% trong tuần thứ hai, do đó nên đã đẩy bài hát đứng đầu bảng xếp hạng Hot Digital Songs của Mỹ, với 209.000 bản. Bài hát đã bán được 4.111.000 bản tải kỹ thuật số ở Hoa Kỳ. Theo Nielsen Soundscan, ca khúc đã giúp cho Gaga trở thành nghệ sĩ đầu tiên trong lịch sử khi có ba đĩa đơn cùng với "Just Dance" và "Poker Face" vượt quá bốn triệu bản bán hàng kỹ thuật số trên mạng. "Bad Romance" ra mắt trên bảng xếp hạng Pop 100 tại vị trí 38  và giành vị trí đầu bảng vào ngày 16 tháng 1 năm 2010, ca khúc trở thành đĩa đơn thứ năm liên tiếp của Lady Gaga đứng nhất tại bảng xếp hạng này. Cùng tuần lễ đó bài hát cũng đứng đầu bảng xếp hạng "Hot Dance Club Songs". Theo Nielsen Broadcast Data Systems, "Bad Romance" thiết lập kỷ lục về vị trí đứng nhất mỗi tuần trong lịch sử 17 năm của bảng xếp hạng "Pop Songs". Tuy nhiên, bài hát sau này bị đánh bại bởi Kesha với đĩa đơn "Tik Tok".
Bài hát ra mắt ở Úc tại vị trí 16 vào ngày 2 tháng 11 năm 2009  và tại vị trí 33 trên bảng xếp hạng của New Zealand - RIANZ. Tuần tiếp theo, "Bad Romance" đã đánh dấu một bước ngoặt lớn khi nhảy thẳng lên vị trí thứ ba ở ARIA Charts. Đến tuần thứ bảy, bài hát giành được vị trí thứ hai ở Úc  và hạng ba tại New Zealand. Ca khúc được chứng nhận ba lần đĩa bạch kim do Hiệp hội Công nghiệp ghi âm (ARIA) trao tặng cho lô hàng tiêu thụ hết 210.000 bản sao tải kỹ thuật số của đĩa đơn. Ngày 29 tháng 10 năm 2009, "Bad Romance" ra mắt trên Irish Singles Chart ở vị trí thứ 20 và leo lên vị trí đầu bảng trong tuần thứ bảy. Trên bảng xếp hạng Canadian Hot 100, "Bad Romance" xuất hiện tại vị trí 58 và một tuần sau đó thì đạt đến vị trí quán quân - đồng thời đây cũng là bài hát thứ ba của Gaga đứng đầu bảng xếp hạng Canada. Sau khi bị "Tik Tok" đánh bại ngôi vị trong hai tuần, "Bad Romance" lại một lần nữa khẳng định vị trí hàng đầu trên bảng xếp hạng. Hiệp hội Công nghiệp Ghi âm Canada (CRIA) đã chứng nhận cho "Bad Romance" bảy lần đĩa bạch kim dành cho lô hàng bán được 280.000 bản sao của đĩa đơn.
Sau khi phát hành tại Anh, "Bad Romance" đạt vị trí 14 trên bảng xếp hạng UK Singles Chart trong tuần đầu tiên. Trong tháng 12 năm 2009, "Bad Romance" giành vị trí quán quân tại Anh, ca khúc trở thành đĩa đơn đạt hạng nhất lần thứ ba của Lady Gaga tại Vương Quốc này, đồng thời bài hát cũng giúp cô trở thành nữ nghệ sĩ đầu tiên trong lịch sử bảng xếp hạng Anh Quốc khi có liên tiếp ba đĩa đơn quán quân chỉ trong một năm. Hai tuần sau đó, trong tuần đầu tiên của năm 2010, "Bad Romance" lại dẫn đầu bảng xếp hạng tại UK Singles Chart, giúp Gaga trở thành nữ ca sĩ thứ hai của thế kỷ 21 khi có hai lần không liên tiếp giành được vị trí dẫn đầu bảng xếp hạng. "Bad Romance" được chứng nhận đĩa vàng của ngành công nghiệp ghi âm Anh Quốc (BPI) công nhận dành cho lô hàng tiêu thụ hết 400.000 bản sao của đĩa đơn. Ở Thụy Điển, bài hát đứng vị trí thứ ba và sau hai tuần giành vị trí số 1. Bài hát xuất hiện ở European Hot 100 Singles tại vị trí 40  vào ngày 23 tháng 1 năm 2010, "Bad Romance" đã đứng đầu bảng xếp hạng này. Đây là ca khúc thứ 5 tại Hoa Kỳ đứng đầu bảng xếp hạng âm nhạc của Nga trong 8 tuần không liên tiếp. (trước đó là 2 ca khúc "Hung Up" của nữ hoàng nhạc pop Madonna và "Hot n Cold" của Katy Perry). Theo Liên đoàn quốc tế Công nghiệp ghi âm, bài hát đã bán được hơn 9.700.000 bản trên toàn thế giới trong năm 2010.

## Video âm nhạc

### Khai triển
Trong một cuộc phỏng vấn với tạp chí Rolling Stone, Lady Gaga khẳng định rằng Francis Lawrence sẽ là đạo diễn cho video âm nhạc "Bad Romance", đồng thời cô cũng cảm thấy rất ấn tượng với phiên bản chính thức của clip. Gaga giải thích: "Tôi biết khả năng (của Lawrence) làm đạo diễn sẽ cao hơn những gì tôi có thể làm." Đội ngũ thiết kế của cô mang tên Haus of Gaga chịu trách nhiệm về đạo diễn nghệ thuật  và video chính thức được công chiếu vào ngày 10 tháng 11 năm 2009. Nữ ca sĩ miêu tả thêm về công cuộc thử nghiệm của cô ấy khi làm việc với Lawrence:

Tôi muốn một người nào đó với tầm hiểu biết sâu rộng để có thể làm một video nhạc pop, bởi vì thách thức lớn nhất của tôi khi làm việc với một đạo diễn chính là do tôi cũng tự đạo diễn, tự viết kịch bản rồi thiết kế thời trang và chính tôi cũng là người quyết định cái gì phải làm, vì thế thật khó để tìm một người đạo diễn sẽ xóa bỏ tất cả công việc của nghệ sĩ mà mình cùng làm việc. [...] Nhưng Francis và tôi đã cùng nhau thực hiện điều ấy. [...] Đó là sự hợp tác. Ông ấy thật sự là một đạo diễn nhạc pop và là nhà làm phim. Ông ấy đã từng tạo nên những bộ phim như I Am Legend, tôi là một người hâm mộ của Will Smith, vì thế tôi biết ông ấy sẽ thực hiện video theo một cách mà tôi có thể hóa thân thật kỳ dị và điên khùng nhất, [...] Nhưng nó vẫn sẽ đến được với công chúng.

Nội dung của video âm nhạc "Bad Romance" được thực hiện bởi Gaga và Lawrence. Ban đầu, video âm nhạc được dự định sẽ quay tại Thành phố New York với những cảnh quay ngoài trời. Tuy nhiên, ý tưởng này đã bị bãi bỏ do vấn đề ngân sách và kinh phí để quay video không đủ. Cộng thêm lịch trình làm việc của Gaga nên video đã được quay tại Los Angeles (California).
Gaga tạo ra một cặp kính bằng lưỡi dao cạo, cô ấy tin rằng sẽ vẽ nên chân dung cứng cỏi của người phụ nữ là một thứ xuất phát từ tâm hồn trong video và giải thích rằng "Tôi muốn thiết kế một cặp kính cho cho các cô gái mạnh mẽ và một số bạn bè của tôi [...] họ đã từng bỏ dao cạo vào trong miệng mình, [...] Những người phụ nữ mạnh mẽ đó là những gì tôi muốn diễn đạt. Nó có nghĩa là 'Đây là lá chắn của tôi, là vũ khí của tôi, là cảm giác bên trong danh tiếng, là con quái vật của tôi.'" Bộ đồ cao su trắng trong video được lấy cảm hứng từ trang phục sói trong phim Where the Wild Things Are. Lady Gaga cũng mang đôi guốc dạng càng cua của nhà thiết kế thời trang Alexander McQueen cao đến 12 inch (300 mm).

### Nội dung

Gaga nằm trên chiếc giường bên cạnh bộ xương bị cháy của người khách đã mua cô. Cô ấy mặc áo ngực bắn pháo và hút một điếu thuốc.

Ý tưởng đằng sau video chính là do Lady Gaga bị một nhóm siêu mẫu bắt cóc rồi đầu độc, sau đó bọn chúng bán cô cho tên Mafia Nga với giá một triệu rúp. Đoạn này diễn trong một bồn tắm màu trắng. Video bắt đầu với cảnh Gaga ngồi trên chiếc ghế trắng trong một căn phòng có màu trắng sáng rực rỡ. Cảnh này cho ta thấy Gaga đeo chiếc kính làm bằng dao cạo và xung quanh cô có nhiều người cùng một con chó giống Đại Đan Mạch. Cô để ngón tay lên nút mute của loa iPod rồi nhấn nó, "Bad Romance" bắt đầu phát nhạc và những phòng tắm sáng mập mờ xuất hiện. Một ánh sáng chói lóa rọi qua bức tường làm kích hoạt đèn huỳnh quang rồi tiếp đó chiếu xuyên qua dòng chữ "Bath Haus of GaGa". Đoạn hook đầu tiên của bài hát bắt đầu, một nhóm vũ công nữ mặc bộ quần áo nịt dài với đôi bốt cao đến đầu gối kết hợp với vương miện ôm sát đầu màu trắng, họ bò ra từ một cái kén giống như chiếc quan tài. Trên kén, ở phần trung tâm được viết chữ "Mons†er" và Gaga xuất hiện với bộ đầu tương tự những vũ công khác, bắt đầu nhảy phía sau cô. Hình ảnh mô phỏng tiếp theo xen kẽ giữa cảnh Gaga hát với một chiếc gương và nằm trong bồn tắm.
Khi điệp khúc của Bad Romance bắt đầu, hai người phụ nữ kéo Gaga ra khỏi bồn tắm, cởi quần áo của cô và buộc cô phải uống li vodka. Đoạn thứ hai bắt đầu, Gaga mặc áo ngực bọc kim cương và đội vương miện, nhảy múa để quyến rũ một nhóm đàn ông đang đấu giá cô ấy. Cô chọn và ngồi lên người một người đàn ông - do người mẫu Jurij Bradač gốc Slovenia diễn - và quyến rũ anh ta bằng điệu nhảy của mình. Sau đó, người đàn ông này tăng giá và cuối cùng trở thành người đấu giá cao nhất cho cô ấy. Khi phần điệp khúc được phát đến lần thứ ba, Gaga xuất hiện và mặc một chiếc áo khoác ngoài màu trắng phủ lông gấu Bắc Cực. Cô đi đến người đàn ông, anh ta đang ngồi trên giường và cởi nút áo sơ mi, trong khi uống một li vodka. Gaga nhìn anh ta một cách vô cảm, cô cởi áo khoác và chiếc kính. Đột nhiên, chiếc giường tự bốc cháy trong khi người đàn ông vẫn ngồi trên đó và Gaga vẫn hát trước đám lửa. Video kết thúc với cảnh Gaga nằm bên cạnh một bộ xương đang cháy âm ỷ, chiếc giường đã bị phá hủy và chỉ còn tàn tro. Với những vết bẩn trên người, Gaga vẫn bình tĩnh hút điếu thuốc, trong khi chiếc áo ngực của cô tự bắn ra tia pháo sáng.

### Nhận xét
Tim Stack từ Entertainment Weekly so sánh một số điệu nhảy của video với video âm nhạc "Thriller" của Michael Jackson. Ông nói rằng, "Tôi không nghĩ Gaga đã từng xinh đẹp hơn lúc cô ấy để mặt mộc." Jennifer Cady của E! cũng ấn tượng với video và bình luận rằng, "Video âm nhạc này thật sự làm chúng ta đánh giá cao mọi thứ mà Gaga đã thật sự đem lại cho nền nhạc pop. Cô ấy thật tuyệt để nhìn ngắm một cách rõ ràng và giản đơn. [...] Chúng ta cần ai đó giống Gaga để thật sự làm được điều đó. Để đặt những suy nghĩ thẳng thắn và sự quan tâm vào sản phẩm của chính cô ấy để làm cho chúng sống mãi." Daniel Kreps từ Rolling Stone cảm thấy những cảnh trong video âm nhạc gợi lại cách làm việc của Stanley Kubrick. Ông thêm rằng trong "Bad Romance" Gaga chưa miêu tả hết những ý tưởng điên rồ nhất của mình. Jocelyn Vena từ MTV tin rằng video sẽ là một biểu tượng và miêu tả rằng "hình ảnh Gaga trước đây đã biến mất, đây là một con người mới: một người có vẻ đang thích thú đẩy lùi những ranh giới và khám phá mọi thứ mang khuynh hướng tình dục." Cô ấy tiếp tục tin tưởng rằng video là minh chứng cho tài năng sáng chói của Gaga "là một nghệ sĩ dùng nhiều loại hình nghệ thuật để nhảy thêm những bước xa hơn trên con đường sự nghiệp của mình."

## Biểu diễn trực tiếp

Lady Gaga biểu diễn "Bad Romance" trên chương trình Good Morning America

Một phần của bài hát được cô biểu diễn trực tiếp trên chương trình truyền hình Saturday Night Live vào ngày 3 tháng 10 năm 2009. Trong buổi diễn, Gaga mặc một loại trang phục công phu có tên là "Quỹ Đạo" ("The Orb"), được thiết kế bởi Nasir Mazhar và đội ngũ thiết kế riêng của cô, "Haus of Gaga". Loại trang phục này gồm những vòng tròn kim loại lớn nhỏ bao quanh cô. Sau khi biểu diễn xong bài hát "LoveGame", Gaga ngồi bên cạnh chiếc piano của mình và biểu diễn phiên bản acoustic phần điệp khúc của "Bad Romance". Cô cũng biểu diễn bài hát trên chương trình truyền hình Gossip Girl trong tập "The Last Days of Disco Stick". Màn trình diễn được sắp xếp riêng tư bởi nhân vật Blair Waldorf. Trong một cuộc phỏng vấn với MTV, Gaga nói rằng cô quyết định biểu diễn bài hát trên chương trình là do em gái của cô ấy. Cô khẳng định rằng cô không hề muốn màn trình diễn bị loại ra khỏi sự dàn dựng bởi chương trình, do đó cô đã làm việc với một số nhà viết kịch bản để đưa nó vào chương trình. Màn trình diễn gồm nhiều biểu tượng cho sự xui xẻo, và Gaga mặc một chiếc váy dài 35 feet (11 mét). Theo chỉ đạo sản xuất Stephanie Savage, bài hát có kết hợp với phần ca từ riêng biệt của Gossip Girl. Phần trình diễn bắt đầu khi Gaga xuất hiện với bộ áo choàng lớn màu đỏ từ hai cánh cửa khổng lồ. Sau đó, cô ấy trèo lên cái thang, nơi Gaga bắt đầu biểu diễn một phần của ca khúc. Các vũ công nam kèm theo bắt đầu nhảy múa bên cạnh cái thang khi Gaga đang tiếp tục hát.
"Bad Romance" cũng được biểu diễn tại Giải Âm nhạc Mỹ năm 2009, kết hợp với màn trình diễn bài hát "Speechless" từ đĩa mở rộng The Fame Monster. Gaga mặc một chiếc váy có màu thịt, được bao bọc bởi những ống màu trắng, và được gắn đèn flash sáng chói, mô phỏng xương sườn và cột sống của người. Màn trình diễn bắt đầu với "Bad Romance" và Gaga nhảy múa vòng quanh sân khấu, cuối cùng phá vỡ cửa kính bằng chiếc micro. Bài hát được biểu diễn trên chương trình The Jay Leno Show nơi Gaga đeo kính râm màu đen và áo choàng cũng màu đen với miếng đệm vai rộng tới đầu của cô. Các vũ công nam của cô cũng mặc những trang phục đen, với những chỏm gai trên đầu mang cảm hứng từ S&M. Cả hai ca khúc "Bad Romance" và "Speechless" đều được biểu diễn tại chương trình The Ellen DeGeneres Show vào ngày 25 tháng 11 năm 2009. Gaga cũng biểu diễn bài hát trên chương trình X Factor mùa 6 của Liên hiệp Anh vào ngày 6 tháng 12 năm 2009. Màn trình diễn thể hiện Gaga hát trong một bồn tắm dài 4 mét và chơi đàn piano khi đang ngồi trong toalét. "Bad Romance" được biểu diễn là bài hát cuối cùng trong chuyến lưu diễn The Monster Ball Tour. Cô biểu diễn bài hát với bộ đồ màu trắng mang đậm chất ảnh hưởng của thập niên 80 với giày cao gót và quần bó. Màn trình diễn kết thúc khi Gaga đứng trên một chiếc con quay cỡ người. Vào ngày 15 tháng 1 năm 2010, Gaga biểu diễn "Bad Romance" cùng với ba bài hát khác trộn lẫn với nhau trên chương trình The Oprah Winfrey Show. Gaga mặc một chiếc áo khoác kim loại và sọc trên tóc. Cô mang theo một quả bóng sọc vằn treo lủng lẳng trên sợi xích ở tay. Ca khúc cũng được biểu diễn trên chương trình Today của đài NBC cũng với "Alejandro", "Teeth" và "You and I". Tháng 5 năm 2011, Gaga biểu diễn bài hát khi sự kiện Radio 1's Big Weekend diễn ra ở Carlisle, Cumbria. Cô cũng biểu diễn bài hát trên Good Morning America trong loạt tập "Summer Concert Series" của chương trình. Nó là bài hát mở đầu cho màn diễn và Gaga xuất hiện trên sân khấu với chiếc yên ngựa và kéo tay hướng về phía khán đài khi khói phụt ra từ giữa sân khấu. Khi bài hát bắt đầu, các vũ công nam của Gaga cởi bỏ bộ áo choàng trắng mà cô đang mặc, và sau đó Gaga xuất hiện với bộ đồ bó màu đỏ và bốt đen.

## Giải thưởng và đề cử
| Năm  | Đề cử / Tác phẩm               | Giải thưởng                           | Kết quả   |
| ---- | ------------------------------ | ------------------------------------- | --------- |
| 2010 | Giải thưởng Nhạc dance quốc tế | Ca khúc nhạc dance xuất sắc nhất      | Đề cử     |
| 2010 | Giải thưởng Nhạc dance quốc tế | Video âm nhạc xuất sắc nhất           | Đoạt giải |
| 2010 | Giải Teen Choice Award         | Đĩa đơn âm nhạc được bầu chọn         | Đề cử     |
| 2010 | Giải Teen Choice Award         | Video âm nhạc được bầu chọn           | Đề cử     |
| 2010 | Giải Video âm nhạc của MTV     | Video của năm                         | Đoạt giải |
| 2010 | Giải Video âm nhạc của MTV     | Video xuất sắc nhất của nữ ca sĩ      | Đoạt giải |
| 2010 | Giải Video âm nhạc của MTV     | Video nhạc Pop hay nhất               | Đoạt giải |
| 2010 | Giải Video âm nhạc của MTV     | Video nhạc Dance hay nhất             | Đoạt giải |
| 2010 | Giải Video âm nhạc của MTV     | Vũ đạo xuất sắc nhất                  | Đoạt giải |
| 2010 | Giải Video âm nhạc của MTV     | Đạo diễn xuất sắc nhất                | Đoạt giải |
| 2010 | Giải Video âm nhạc của MTV     | Biên tập xuất sắc nhất                | Đoạt giải |
| 2010 | Giải Video âm nhạc của MTV     | Chỉ đạo nghệ thuật xuất sắc nhất      | Đề cử     |
| 2010 | Giải Video âm nhạc của MTV     | Hiệu ứng hình ảnh xuất sắc nhất       | Đề cử     |
| 2010 | Giải Video âm nhạc của MTV     | Quay phim xuất sắc nhất               | Đề cử     |
| 2010 | Giải Âm nhạc châu Âu của MTV   | Ca khúc của năm                       | Đoạt giải |
| 2010 | Giải Premios 40 Principales    | Ca khúc quốc tế                       | Đoạt giải |
| 2011 | Giải Grammy                    | Trình diễn giọng pop nữ xuất sắc nhất | Đoạt giải |
| 2011 | Giải Grammy                    | Đoạn nhạc video ngắn xuất sắc nhất    | Đoạt giải |

## Danh sách ca khúc và định dạng
| - Tải kỹ thuật số 1. "Bad Romance" – 4:54 - EP kỹ thuật số 1. "Bad Romance" – 4:54 2. "Bad Romance" (Hercules & Love Affair Remix) – 5:11 3. "Bad Romance" (Chew Fu Remix) – 7:13 4. "Bad Romance" (Starsmith Remix) – 4:55 5. "Bad Romance" (Music Video) – 5:14 - Đĩa CD Quảng bá 1. "Bad Romance" (Short Radio Edit) – 4:00 2. "Bad Romance" (Radio Edit) – 4:22 3. "Bad Romance" (Main) – 4:54 - Đĩa CD ở châu Âu 1. "Bad Romance" (Radio Edit) – 4:24 2. "Bad Romance" (Main) – 4:54 - Bản Phối khí ở Đức 1. "Bad Romance" (Radio Edit) – 4:21 2. "Bad Romance" (Chew Fu Remix) – 7:13 3. "Bad Romance" (Starsmith Remix) – 4:55 4. "Bad Romance" (Grum Remix) – 4:50 5. "Bad Romance" (Bimbo Jones Radio Remix) – 3:58 6. "Bad Romance" (Hercules & Love Affair Remix) – 5:11 7. "Bad Romance" (Hercules & Love Affair Dub Remix) – 5:11 8. "Bad Romance" (Music Video) – 5:14 - Đĩa CD ở Pháp 1. "Bad Romance" (Radio Edit) – 4:21 2. "Bad Romance" (Bimbo Jones Radio Remix) – 3:58 3. "Bad Romance" (Chew Fu Remix) – 7:13 | - Đĩa CD ở Anh 1. "Bad Romance" (Radio Edit) – 4:22 2. "Just Dance" (Deewaan Mix ft. Ashking, WeDis, Lush, Young Thoro) – 4:16 - Đĩa 7" ở Anh 1. "Bad Romance" (Radio Edit) – 4:21 2. "Paparazzi" (DJ Dan Club Remix) – 6:37 - EP Phối khí kỹ thuật số ở Mỹ 1. "Bad Romance" (Chew Fu H1N1 Fix) – 7:13 2. "Bad Romance" (Kaskade Remix) – 4:20 3. "Bad Romance" (Bimbo Jones Radio Remix) – 3:58 4. "Bad Romance" (Skrillex Remix) – 4:23 - EP Phối khí kỹ thuật số ở Mỹ (Phần 2) 1. "Bad Romance" (Grum Remix) – 4:50 2. "Bad Romance" (Richard Vission Remix) – 5:22 3. "Bad Romance" (Hercules & Love Affair Remix) – 5:12 4. "Bad Romance" (Hercules & Love Affair Dub Remix) – 5:12 5. "Bad Romance" (DJ Dan Remix) – 3:44 - Đĩa CD Phối khí ở Mỹ 1. "Bad Romance" (Chew Fu H1N1 Fix) – 7:13 2. "Bad Romance" (Kaskade Remix) – 4:20 3. "Bad Romance" (Bimbo Jones Remix) – 3:58 4. "Bad Romance" (Skrillex Remix) – 4:23 5. "Bad Romance" (Grum Remix) – 4:51 6. "Bad Romance" (Richard Vission Remix) – 5:23 7. "Bad Romance" (Hercules & Love Affair Remix) – 5:12 |

## Thông tin bài hát
- Lady Gaga – nhạc sĩ, đồng sản xuất, sắp xếp thanh nhạc, hát nền
- RedOne – nhà sản xuất, nhạc sĩ, dụng cụ, lập trình, sắp xếp thanh nhạc, biên tập thanh nhạc, ghi âm, kỹ thuật
- Johny Severin – chỉnh sửa giọng hát
- Dave Russell – kỹ thuật
- Eelco Bakker – kỹ thuật
- Mark "Spike" Stent – Pha trộn âm thanh

## Xếp hạng, doanh số chứng nhận
| Bảng xếp hạng (2009-10)          | Vị trí cao nhất |
| -------------------------------- | --------------- |
| Australian Singles Chart         | 2               |
| Austrian Singles Chart           | 1               |
| Belgian Singles Chart (Flanders) | 2               |
| Belgian Singles Chart (Wallonia) | 4               |
| Brazilian Hot 100 Airplay        | 6               |
| Bulgarian Airplay Chart          | 1               |
| Canadian Hot 100                 | 1               |
| Czech Airplay Chart              | 1               |
| Danish Singles Chart             | 1               |
| Dutch Top 40                     | 7               |
| European Hot 100 Singles         | 1               |
| Finnish Singles Chart            | 1               |
| French Singles Chart             | 1               |
| German Singles Chart             | 1               |
| Hungarian Airplay Chart          | 2               |
| Irish Singles Chart              | 1               |
| Israeli Digital Chart            | 1               |
| Italian Singles Chart            | 1               |
| Japan Hot 100                    | 9               |
| New Zealand Singles Chart        | 2               |
| Norwegian Singles Chart          | 1               |
| Romanian Airplay Chart           | 1               |
| Russian Airplay Chart            | 1               |
| Slovak Airplay Chart             | 1               |
| Spanish Singles Chart            | 1               |
| Swedish Singles Chart            | 1               |
| Swiss Singles Chart              | 2               |
| UK Singles Chart                 | 1               |
| Billboard Hot 100                | 2               |
| Billboard Dance/Club Plays       | 1               |
| Billboard Pop Songs              | 1               |
| United World Chart               | 1               |
| Bảng xếp hạng (2011)             | Vị trí cao nhất |
| Czech Airplay Chart              | 93              |
| Bảng xếp hạng (2012)             | Vị trí cao nhất |
| Slovak Airplay Chart             | 95              |
| Czech Airplay Chart              | 89              |

| Quốc gia      | Chứng nhận (Theo doanh số) |
| ------------- | -------------------------- |
| Úc            | 4× Bạch kim                |
| Bỉ            | Vàng                       |
| Canada        | 7× Bạch kim                |
| Đan Mạch      | Bạch kim                   |
| Pháp          | Bạch kim                   |
| Đức           | Bạch kim                   |
| Ý             | Bội Bạch kim               |
| Nhật Bản      | Vàng (Điện thoại)          |
| Nhật Bản      | Vàng (PC)                  |
| New Zealand   | 2× Bạch kim                |
| Nga           | Vàng (Chuông, nhạc chờ)    |
| Tây Ban Nha   | 2× Bạch kim                |
| Thụy Điển     | 2× Bạch kim                |
| Thụy Sĩ       | Bạch kim                   |
| Liên hiệp Anh | Bạch kim                   |
| Hoa Kỳ        | Kim cương                  |

| Bảng xếp hạng (2009)      | Vị trí |
| ------------------------- | ------ |
| Australian Singles Chart  | 31     |
| Flanders Singles Chart    | 86     |
| Danish Singles Chart      | 42     |
| Irish Singles Chart       | 10     |
| Italian Singles Chart     | 18     |
| New Zealand Singles Chart | 29     |
| Swedish Singles Chart     | 12     |
| UK Singles Chart          | 17     |
| Bảng xếp hạng (2010)      | Vị trí |
| Australian Singles Chart  | 26     |
| Austrian Singles Chart    | 9      |
| Flanders Singles Chart    | 31     |
| Wallonia Singles Chart    | 10     |
| Canadian Hot 100          | 3      |
| Danish Singles Chart      | 28     |
| Dutch Top 40              | 57     |
| European Hot 100 Singles  | 1      |
| German Singles Chart      | 17     |
| Hungarian Airplay Chart   | 5      |
| Irish Singles Chart       | 12     |
| Italian Singles Chart     | 9      |
| Japan Hot 100             | 26     |
| Romanian Airplay Chart    | 13     |
| Russian Love Radio Chart  | 1      |
| Spanish Singles Chart     | 6      |
| Swiss Singles Chart       | 13     |
| UK Singles Chart          | 26     |
| US Billboard Hot 100      | 8      |
| US Hot Dance Club Songs   | 2      |
| US Pop Songs              | 3      |

### Thành công trên các bảng xếp hạng
| Thứ tự chức vụ | Thứ tự chức vụ | Thứ tự chức vụ                                                                |
| --- | --- | ----------------------------------------------------------------------------- |
| Tiền nhiệm "Sexy Bitch" của David Guetta hợp tác với Akon "Tik Tok" của Kesha                                              | Đĩa đơn quán quân Canadian Hot 100 Ngày 14 tháng 11 năm 2009 (Lần 1) Ngày 5 tháng 12 năm 2009 – Ngày 26 tháng 12 năm 2009 (Lần 2)                           | Kế nhiệm "Tik Tok" của Kesha "Tik Tok" của Kesha                              |
| Tiền nhiệm "The Official BBC Children in Need Medley" của Peter Kay's Animated All Star Band "The Climb" của Joe McElderry | Đĩa đơn quán quân UK Singles Chart Ngày 13 tháng 12 năm 2009 – Ngày 20 tháng 12 năm 2009 (Lần 1) Ngày 3 tháng 1 năm 2010 – Ngày 10 tháng 1 năm 2010 (Lần 2) | Kế nhiệm "Killing in the Name" của Rage Against the Machine "Replay" của Iyaz |
| Tiền nhiệm "Hang On" của Plumb                                                                                             | Đĩa đơn quán quân Billboard Hot Dance Club Play (Mỹ) Ngày 26 tháng 12 năm 2009 – Ngày 9 tháng 1 năm 2010                                                    | Kế nhiệm "Make Me" của Janet Jackson                                          |
| Tiền nhiệm "I Like" của Keri Hilson                                                                                        | Đĩa đơn quán quân German Singles Chart Ngày 15 tháng 1 năm 2010 – Ngày 21 tháng 1 năm 2010                                                                  | Kế nhiệm "I Like" của Keri Hilson                                             |
| Tiền nhiệm "Replay" của Iyaz                                                                                               | Đĩa đơn quán quân Billboard Pop Songs (Mỹ) Ngày 17 tháng 1 năm 2010 – Ngày 6 tháng 2 năm 2010                                                               | Kế nhiệm "Tik Tok" của Kesha                                                  |
| Tiền nhiệm "Meet Me Halfway" của Black Eyed Peas "Meet Me Halfway" của Black Eyed Peas                                     | Đĩa đơn quán quân European Hot 100 Singles Ngày 23 tháng 1 năm 2010 (Lần 1) Ngày 6 tháng 2 năm 2010 (Lần 2)                                                 | Kế nhiệm "Meet Me Halfway" của Black Eyed Peas "Tik Tok" của Kesha            |
| Tiền nhiệm "Stereo Love" của Edward Maya                                                                                   | Đĩa đơn quán quân French Singles Chart Ngày 24 tháng 1 năm 2010                                                                                             | Kế nhiệm "Dingue, dingue, dingue" của Christophe Maé                          |
| Tiền nhiệm "Tik Tok" của Kesha                                                                                             | Đĩa đơn quán quân Billboard Hot Dance Airplay (Mỹ) Ngày 27 tháng 2 năm 2010                                                                                 | Kế nhiệm "Secret Love" của Kim Sozzi                                          |

## Lịch sử phát hành
| Vùng     | Ngày                 | Định dạng                                            |
| -------- | -------------------- | ---------------------------------------------------- |
| Anh Quốc | 25 tháng 10 năm 2009 | Tải kỹ thuật số                                      |
| Hoa Kỳ   | 26 tháng 10 năm 2009 | Tải kỹ thuật số                                      |
| Anh Quốc | 23 tháng 11 năm 2009 | Đĩa đơn CD                                           |
| Úc       | 27 tháng 11 năm 2009 | Đĩa đơn CD                                           |
| Đức      | 27 tháng 11 năm 2009 | Đĩa đơn CD                                           |
| Hoa Kỳ   | 22 tháng 12 năm 2009 | Tải kỹ thuật số - EP phối kĩ thuật số (remix)        |
| Hoa Kỳ   | 12 tháng 1 năm 2010  | Đĩa đơn CD - EP phối kĩ thuật số (remix)             |
| Pháp     | 18 tháng 1 năm 2010  | Đĩa đơn CD                                           |
| Hoa Kỳ   | 9 tháng 2 năm 2010   | Tải kỹ thuật số - EP phối kĩ thuật số phần 2 (remix) |